# الكحول وسرطان الثدي
إن العلاقة بين الكحول وسرطان الثدي علاقة واضحة؛ فتناول المشروبات الكحولية بما فيها (النبيذ والبيرة والخمر) تعد من أخطر العوامل للإصابة بسرطان الثدي وبعض أشكال السرطان الأخرى؛ حيث إن تناول الكحول يتسبب في إصابة أكثر من100,000 حالة بسرطان الثدي كل عام على مستوى العالم.
ولقد أعلنت الوكالة الدولية لأبحاث السرطان أن هناك أدلة علمية كافية لتصنيف المشروبات الكحولية في المجموعة الأولى من مسببات سرطان الثدي، وتشتمل المجموعة الأولى من المواد المسرطنة على تلك المواد التي تبين أنها تسبب السرطان مثل «تدخين التبغ» فالمرأة التي تشرب معدل وحدتين من الكحول يوميا يزداد لديها خطر الإصابة بسرطان الثدي بمعدل 8% عن السيدات التي تشرب وحدة كحول واحدة يوميا حتى الاستهلاك الخفيف للكحول (من مرة واحدة لثلاث مرات في الاسبوع) يزيد من خطر الإصابة بسرطان الثدي.
ومن المرجح أن يموت مدمنو الكحول بسرطان الثدي أكثر من غيرهم الشاربين بمعدل أقل أو غير الشاربين وكلما زاد استهلاك المرأة للكحول، زادت احتمالية تشخصيها بسرطان الثدي.

## الآلية
آليات زيادة خطر الإصابة بسرطان الثدي بسبب الكحول ليست واضحة وقد تكون:

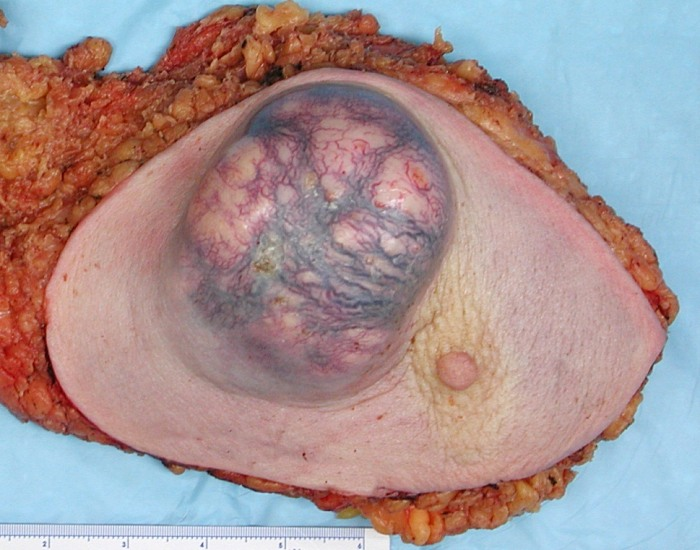
عينة من سرطان الثدى

- زيادة في مستويات هرمون الإستروجين.[6] زيادة في حساسية الغدة الثديّة للسرطان.
- تلف الحمض النووي في الثدي.
- زيادة في معدل انتقال خلايا سرطان الثدي.

يعتمد حجم الخطورة على كمية الكحول المستهلكة.
يزداد خطر الإصابة بسرطان الثدي من خلال عوامل أخرى مثل (نقص حمض الفوليك)، وعادات الحياة اليومية مثل (استخدام العلاج بالهرمونات البديلة)، أو الخصائص البيولوجية مثل (هرمونات خلايا الورم).

## رضاعة الأطفال
تشير الدراسات إلى أن شرب الكحول أثناء الحمل قد يؤثر على احتمال الإصابة بسرطان الثدي بالنسبة للنساء الحوامل، فإن تناول الكحول حتى بنسب معتدلة قد يؤدي إلى ارتفاع مستويات الأوستراديول المنتشرة، إما عن طريق خفض الميلاتونين أو عن طريق أية آلية أخرى. وقد يؤثر ذلك على نمو النسيج الثديّ مثل خطر الإصابة بسرطان الثدي مدى الحياة في الأطفال.

## الشرب المعتدل والخفيف
الشرب الخفيف هو من مرة واحدة إلى ثلاث مرات أسبوعيا، والشرب المعتدل هو مرة واحدة يوميا ويرتبط اعتدال الشرب أو ازدياده أو قلته بارتفاع معدلات الإصابة بسرطان الثدي؛ ومع ذلك يزداد خطر سرطان الثدي عند مدمني الكحوليات. 

## التكرار
إن شرب الكحوليات أو عدمه يحدد إذا كان سيعود سرطان الثدي بعد العلاج، ومع ذلك عند ازدياد شرب المرأة للكحول، تزداد احتمالية عودة سرطان الثدي. 

## سرطان الثدي في الرجال
سرطان الثدي هو مرض نادر في جنس الرجال تحدث فقط في حالة واحدة لكل 100,000 رجل. ولقد أظهرت آخر الدراسات السكانية نتائج مختلطة حول كون استهلاك الكحول واحدًا من عوامل الخطر. وتشير إحدى تلك الدراسات إلى أن استهلاك الكحول يزيد من ارتفاع معدلات المرض بمعدل 16% لكل 10 جرام من استهلاك الكحول اليومي. على الرغم من أن هذه الدراسات كانت بها مجموعات صغيرة من مدمني الكحول.

## علم الأوبئة
يتم تشخيص أكثر من 144,000 امرأة حول العالم بإصابتهن بسرطان الثدي كل عام، وتموت حوالي 38,000 امرأة بسبب سرطان الثدي الذي سببه نهم الكحول. حوالى 80% كانوا يشربون الكحول بمعدلات كثيرة أو معتدلة. 
آليات زيادة خطر الإصابة بسرطان الثدي بسبب الكحول ليست واضحة وقد تكون:
عينة من سرطان الثدى
- زيادة مستويات هرمون الاستروجين. زيادة حساسية الغدة الثدية للسرطان.
- زيادة تلف الحمض النووي في الثدي.
- زيادة معدل انتقال خلايا سرطان الثدي.

حجم المخاطرة يعتمد على كمية الكحول المستهلكة.
يزداد خطر الإصابة بسرطان الثدي من خلال عوامل أخرى مثل (نقص حمض الفوليك), وعادات الحياة اليومية مثل (استخدام العلاج بالهرمونات البديلة), أو الخصائص البيولوجية مثل (هرموانات خلايا الورم).
تشير الدراسات إلى أن شرب الكحول أثناء الحمل قد يؤثر على احتمال الإصابة بسرطان الثدي بالنسبة للنساء الحوامل، فإن تناول الكحول حتى بنسب معتدلة قد يؤدي إلى ارتفاع مستويات الأوستراديول المنتشرة، إما عن طريق خفض الميلاتونين أو عن طريق أي آلية أخرى. وقد يؤثر ذلك على نمو النسيج الثدي مثل خطر الإصابة بسرطان الثدي مدى الحياة في الأطفال.
الشرب الخفيف هو من مرة واحدة إلى ثلاث مرات أسبوعيا، والشرب المعتدل هو مرة واحدة يوميا ويرتبط اعتدال الشرب أو ازدياده أو قلته بارتفاع معدلات الإصابة بسرطان الثدي؛ ومع ذلك يزداد خطر سرطان الثدي عند مدمني الكحوليات.
إن شرب الكحوليات من عدمه لا يحدد إذا كان سيعود سرطان الثدي بعد العلاج، ومع ذلك عند ازدياد شرب المرأة للكحول تزداد احتمالية عودة سرطان الثدي.
سرطان الثدي هو مرض نادر في جنس الرجال تحدث فقط في حالة واحدة لكل 100,000 رجل. ولقد أظهرت آخر الدراسات السكانية نتائج مختلطة حول كون استهلاك الكحول هو إحدى عوامل الخطر. وتشير إحدى تلك الدراسات إلى أن استهلاك الكحول يزيد من ارتفاع معدلات المرض بمعدل 16% لكل 10 جرام من استهلاك الكحول اليومي. على الرغم من أن هذه الدراسات كانت بها مجموعات صغيرة من مدمني الكحول.
يتم تشخيص أكثر من 144000 امرأة حول العالم بسرطان الثدي كل عام، وتموت حوالى 38000 امرأة بسبب سرطان الثدي الذي سببه لهم الكحول. حوالي 80 % كانوا يشربون الكحول بمعدلات كثيرة أو معتدلة.